# Heteropterys standleyana
Heteropterys standleyana är en tvåhjärtbladig växtart som beskrevs av W.R. Anderson. Heteropterys standleyana ingår i släktet Heteropterys och familjen Malpighiaceae. Inga underarter finns listade i Catalogue of Life.